# آپاتومرئوس
آپاتومرئوس(نام علمی: Apatomerus) نام یک سرده از تیره خمیده‌شاخان است.